# カ・ドーロ

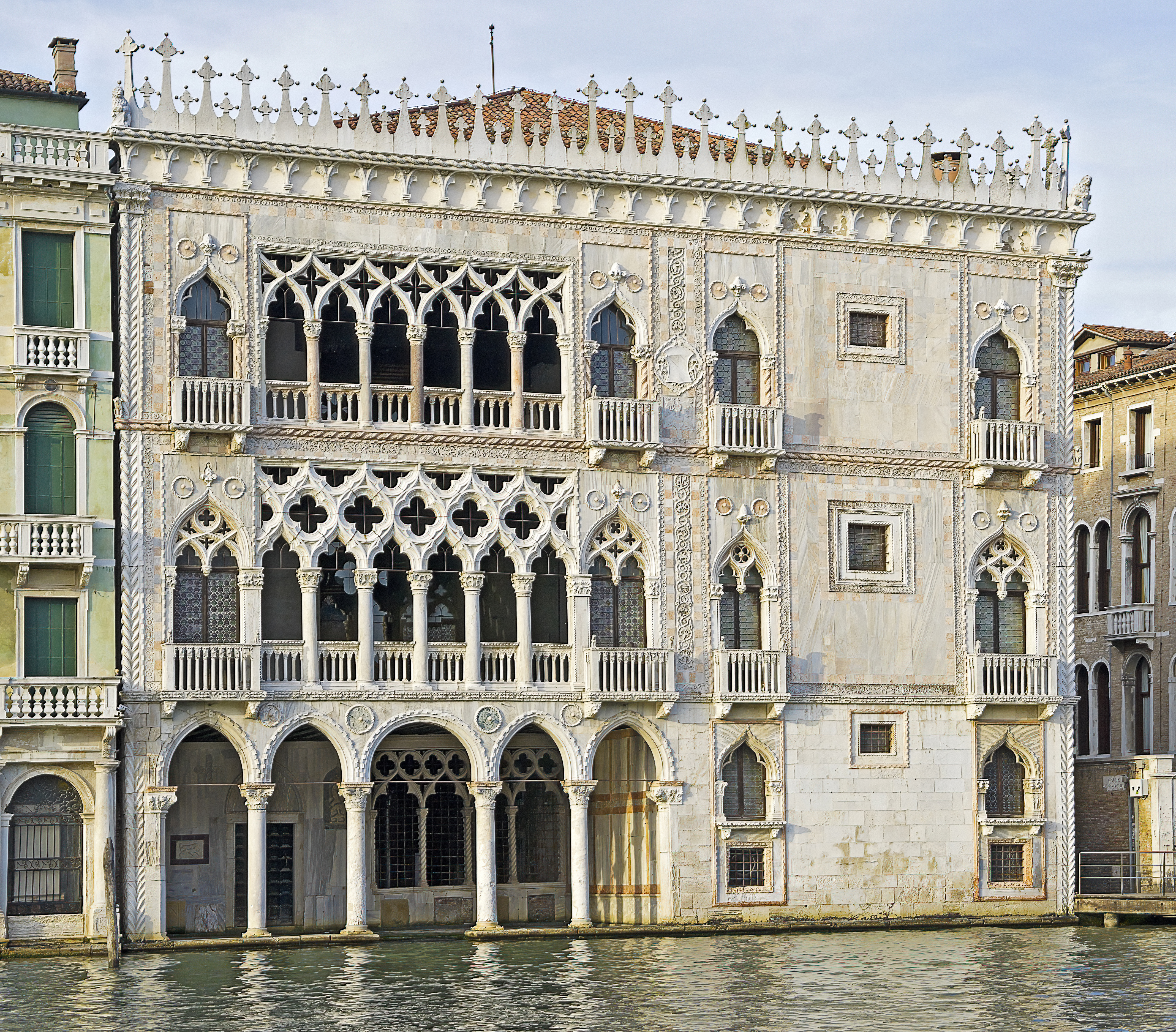
カナル・グランデからカ・ドーロのファサードをのぞむ

カ・ドーロ （Ca' d'Oro, 正式にはパラッツォ・サンタ・ソフィア　Palazzo Santa Sofia）はヴェネツィアのカナル・グランデに面する邸宅であり、このうちで最も美しいものの一つといわれる。最も古いものの一つでもあり、かつて外壁に金箔と多彩色の装飾が施されていたことから、カ・ドーロ（黄金の館）と呼ばれてきた。

## 歴史と経緯
邸宅は1428年から1430年にかけ、ヴェネツィア貴族コンタリーニ家のために建てられた。コンタリーニ家は1043年から1676年までの間に8人のヴェネツィア元首（ドージェ）を輩出している。選挙で新たに元首となった者はこの館から離れてドゥカーレ宮殿へ移り住むのが通例であった。
建築を行ったのは、ジョヴァンニ・ボーノとその子バルトロメオ・ボーノである。彫刻家・建築家であったこの2人の仕事は、ヴェネツィアにおけるゴシック様式建築の縮図となっている。彼らはドゥカーレ宮殿の建築でもよく知られ、特に『ソロモンの審判』像のあるポルタ・デッラ・カルタ（Porta della Carta）が著名である。
1797年にヴェネツィア共和国が終焉を迎えると、カ・ドーロの所有者は数度にわたって変遷した。19世紀の所有者の一人であるバレエダンサーのマリー・タリオーニは、中庭のゴシック様式の階段および、中庭を見下ろす華麗なバルコニーを取り除いた（今日ではこの改修は暴挙と見なされている）。
1922年、カ・ドーロは1894年から所有者であったジョルジョ・フランケッティ男爵から国家に遺譲された。往時の華やかさを取り戻すべく大々的な修復が行われ（階段の再建も含む）、現在はギャラリーとして一般に公開されている。アンドレア・マンテーニャの『聖セバスティアヌス』などの絵画がある。

## 様式
カナル・グランデに面したカ・ドーロの主ファサードはボーノ父子によるヴェネツィア風の花模様を用いたゴシック様式で構成されている。近隣にはこれと同様の様式のバールバロ館とジュスティニアン・ペーザロ館がある。この優美な線状の様式はヴェネツィアの建築家に好まれ、16世紀末まではバロック様式の勃興にも耐えて存続していた。
ヴェネツィアにおけるゴシック様式は、ビザンティン建築の影響を受けている。カ・ドーロの地上階には列柱を有し建築線から後退したロッジアがあり、運河とエントランス・ホールを直接つないでいる。この柱廊の上部は主階（ピアノ・ノービレ）の主サロンのバルコニーである。このバルコニーの柱列はアーチで結ばれた柱頭を持ち、これらは繊細な四弁花上の開口の列を支えている。このバルコニー上部にはさらにもう一層、やや軽やかながら共通したデザインのバルコニー（もしくはロッジア）がある。この館の建築様式を端的に表現するならば、「中世の教会とムーア風の神殿の融合」といった趣きである。華麗な外装は、この邸宅が多くの邸宅と同様に小さな中庭を囲んで建っているということを全く感じさせない。 